# The Cream of Eric Clapton
The Cream of Eric Clapton es un álbum recopilatorio del músico británico Eric Clapton, publicado por la compañía discográfica RSO Records en septiembre de 1987. Incluye temas de dos de sus bandas, Cream y Derek and the Dominos, así como de su carrera en solitario. En 1989, Polygram publicó un video homónimo con un diseño de portada similar.
En Japón, el álbum fue publicado con una lista de canciones diferente que incluyó una versión de «After Midnight» regrabada en 1987 y publicada como sencillo en 1988.

## Lista de canciones
1. Derek and the Dominos – "Layla" (Eric Clapton, Jim Gordon)
2. Cream – "Badge" (Clapton, George Harrison)
3. Cream – "I Feel Free" (Pete Brown, Jack Bruce)
4. Cream – "Sunshine of Your Love" (Brown, Bruce, Clapton)
5. Cream – "Crossroads" (Robert Johnson)
6. Cream – "Strange Brew" (Clapton, Gail Collins, Felix Pappalardi)
7. Cream – "White Room" (Brown, Bruce)
8. Eric Clapton – "Cocaine" (J. J. Cale)
9. Eric Clapton – "I Shot the Sheriff" (Bob Marley)
10. Eric Clapton – "Behind the Mask" (Chris Mosdell, Ryuichi Sakamoto)
11. Eric Clapton – "Forever Man" (Jerry Lynn Williams)
12. Eric Clapton – "Lay Down Sally" (Clapton, Marcy Levy, George Terry)
13. Eric Clapton – "Knockin' on Heaven's Door" (Bob Dylan)
14. Eric Clapton – "Wonderful Tonight" (Clapton)
15. Eric Clapton – "Let It Grow" (Clapton)
16. Eric Clapton – "Promises" (Richard Feldman, Roger Linn)
17. Eric Clapton – "I've Got a Rock 'n' Roll Heart" (Steve Diamond, Tony Seals, Troy Seals, Eddie Setser)

## Posición en listas
| Lista (1988–2013)             | Posición |
| ----------------------------- | -------- |
| Australia (ARIA)              | 12       |
| Países Bajos (Album Top 100)  | 78       |
| Reino Unido (UK Albums Chart) | 3        |